# 博埃
博埃（法語：Boé，法語發音：[bɔe]）是法国新阿基坦大区洛特-加龙省的一个市镇，位于该省中南部，省会阿让以南，加龙河右岸，属于阿让区和阿让城市圈公共社区。博埃是阿让市区南部重要的近郊卫星城，境内设有多处商业街区和工业开发区。

## 地理
博埃（44°9'35"N, 0°37'43"E）面积16.5 平方千米，位于法国新阿基坦大区洛特-加龍省，该省份为法国西南部内陆省份，北起多爾多涅省，西接吉倫特省和朗德省，南至热尔省，东临塔恩-加龙省和洛特省。
与博埃接壤的市镇（或旧市镇、城区）包括：阿让、博南孔特尔、卡斯泰尔屈利耶、拉福克斯、莱拉克、穆瓦拉、勒帕萨日、索沃泰尔-圣但尼。

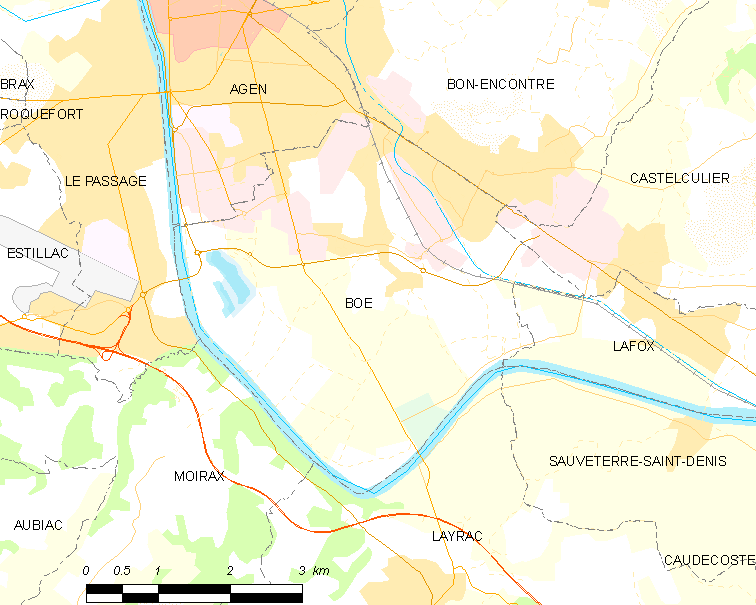
博埃的OSM定位图

博埃的时区为UTC+01:00、UTC+02:00（夏令时）。

## 行政
博埃的邮政编码为47550，INSEE市镇编码为47031。

## 政治
博埃所属的省级选区为阿让第二县。

## 人口

1962-2008年间博埃人口变化图示

博埃于2022年1月1日时的人口数量为5784人。